# Distrito municipal de Karoliniškės
Distrito municipal de Karoliniškės es un distrito municipal perteneciente a la ciudad de Vilna y organizado administrativamente en un barrio (Karoliniškės). El distrito se limita con los distritos municipales de Pilaitė, Viršuliškės, Šeškinė, Žvėrynas, Vilkpėdė y Lazdynai.

## Barrios
El distrito está formado por el siguiente barrioː
- Karoliniškės

## Galería

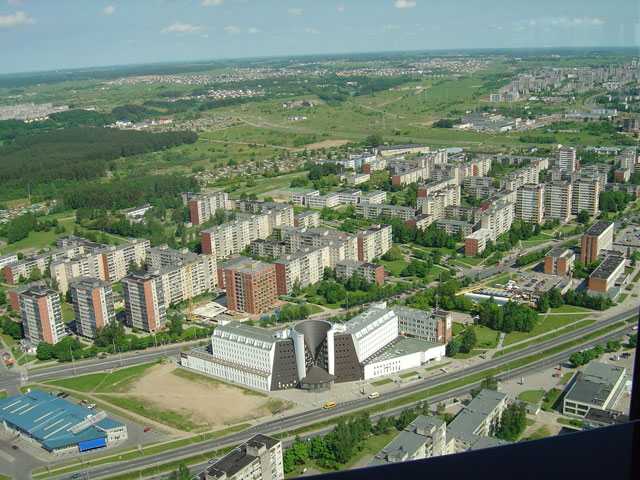
Panorama de Karoliniškės
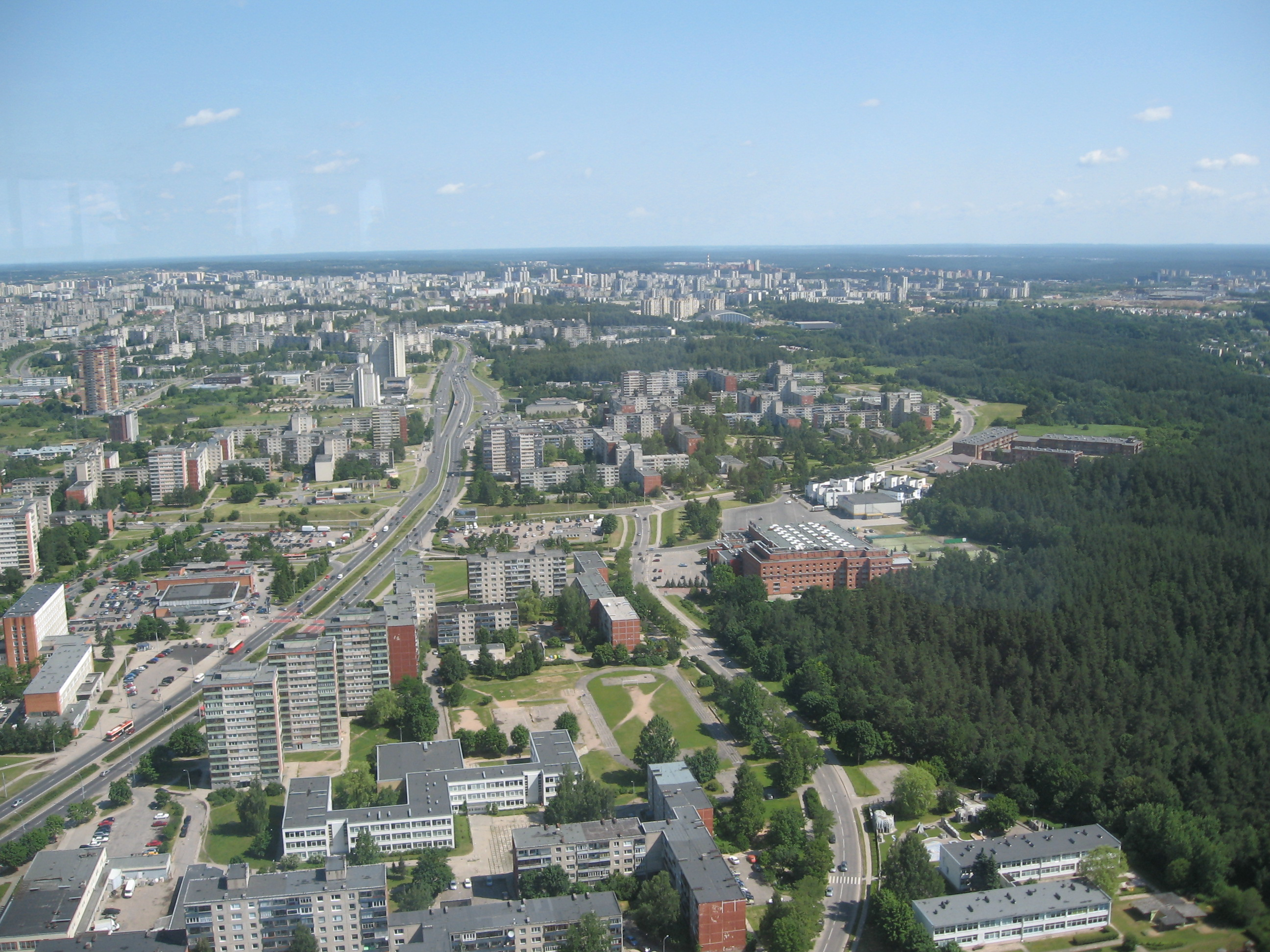
Panorama de Karoliniškės
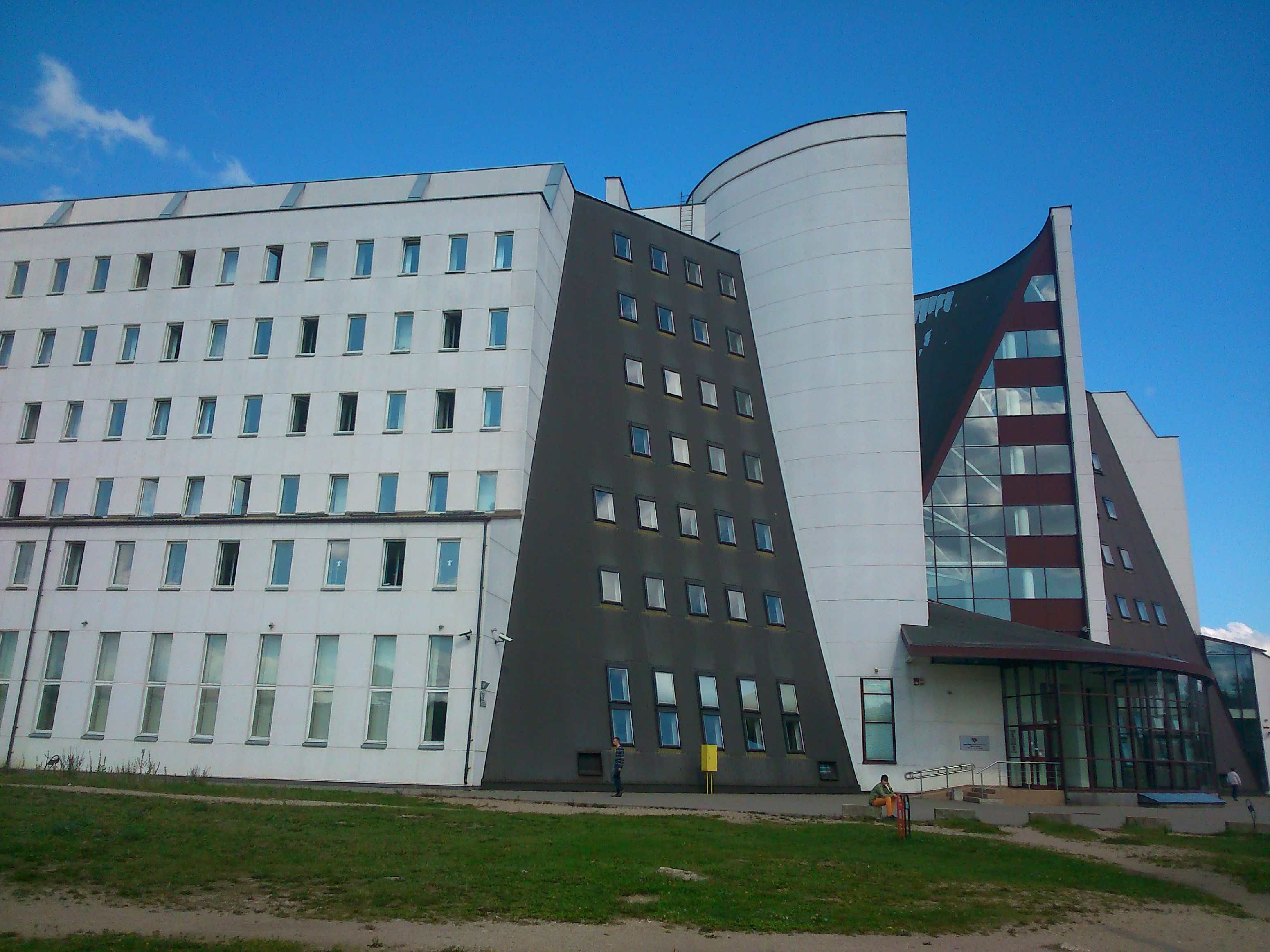
Centro de Seguros Sociales